# César du meilleur film de l'Union européenne
Le César du meilleur film de l'Union européenne est une ancienne récompense cinématographique française décernée par l'Académie des arts et techniques du cinéma de 2003 à 2005. Un prix similaire, le César du meilleur film de l'Europe communautaire avait déjà été remis précédemment à une reprise, en 1989.
Le César du meilleur film étranger était également remis durant l'existence de la récompense.

## Palmarès

### Meilleur film de l'Europe communautaire
- 1989 : Bagdad Café de Percy Adlon •  Allemagne et  États-Unis
  - Distant Voices, Still Lives de Terence Davies •  Royaume-Uni
  - Le Festin de Babette de Gabriel Axel •  Danemark
  - Pelle le Conquérant de Bille August •  Danemark

### Meilleur film de l'Union européenne
- 2003 : Parle avec elle (Hable con ella) de Pedro Almodóvar •  Espagne
  - 11'09"01 - September 11, film à sketches de Youssef Chahine , Amos Gitaï , Alejandro González Inárritu , Shohei Imamura , Claude Lelouch , Ken Loach , Samira Makhmalbaf , Mira Nair , Idrissa Ouedraogo , Sean Penn  et Danis Tanovic 
  - Gosford Park de Robert Altman •  Royaume-Uni
  - L'Homme sans passé (Mies vailla menneisyyttä) d'Aki Kaurismäki •  Finlande
  - Sweet Sixteen de Ken Loach •  Royaume-Uni
- 2004 : Good Bye, Lenin! de Wolfgang Becker •  Allemagne
  - Dogville de Lars von Trier •  Danemark
  - Nos meilleures années (La meglio gioventù) de Marco Tullio Giordana •  Italie
  - Respiro de Emanuele Crialese •  Italie
  - The Magdalene Sisters de Peter Mullan •  Royaume-Uni
- 2005 : (ex æquo)
  - Just a Kiss de Ken Loach •  Royaume-Uni
  - La vie est un miracle d'Emir Kusturica •  France,  Italie et  Serbie
    - La Mauvaise Éducation (La Mala Educación) de Pedro Almodóvar •  Espagne
    - Mondovino de Jonathan Nossiter •  France et  États-Unis
    - Sarabande (Saraband) d'Ingmar Bergman •  Suède